# Mikhail Dmitryevich Gorchakov
Mikhail Dmitrievich Gorchakov (tiếng Nga: Михаил Дмитриевич Горчаков), sinh ngày 28 tháng 1 năm 1790 mất ngày 18 tháng 5 năm 1861. Ông là trung tướng pháo binh của quân đội đế quốc Nga. Ông và anh trai Pyotr Gorchakovs, là con của nhà văn nổi tiếng Dmitri Petrovich Gorchakov.
Năm 1807, ông gia nhập quân đội đế quốc Nga.
Năm 1824, ông được thăng chức thiếu tướng.
Gorchakov chiến đấu dũng cảm trong chiến tranh Nga-Thổ Nhĩ Kỳ 1828-1829.
Ngày 29 tháng 5 năm 1829, ông là một trong những người đầu tiên bơi qua sông Donau.
Ngày 25 tháng 2 năm 1831, ông bị thương trong trận Olszynka Grochowska.
Năm 1852, ông đại diên quân đội đế quốc Nga đến Luân Đôn tham dự tang lễ công tước Wellington.
Năm 1855, ông được bổ nhiệm là tổng chỉ huy quân đội đế quốc Nga đóng ở Krym.